# 마스터 그레이드 SD
마스터 그레이드 SD(영어: Master Grade SD, MGSD, 일본어: マスターグレードSD)는 반다이가 발매하는 프라모델 시리즈의 브랜드로 SD 건담의 몸체(형태)에 MG의 기술을 집약해, 시리즈 사상 최고의 가동 성능 및 기믹과 압도적인 디테일 표현을 담은 새로운 차원의 SD 하이엔드 브랜드이다. 반다이 하비 사업부에서 2023년 1월 21일부터 발매하고 있다.

## 특징
SD 시리즈 사상 최고의 가동 성능과 기믹을 탑재
머리 부분은 3개의 가동축이 있어 머리를 크게 들어올리거나 내릴 수 있는 내부 구조를 가지고 있다. 어깨 부분은 스윙 기구를 탑재하여 앞으로 크게 움직일 수 있으며, 팔꿈치 부분은 연장 기믹을 통해 팔을 크게 굽힐 수 있다. 몸체 및 허리 부분은 가동축을 설치해 좌우로 스윙하거나 전후로 크게 가동할 수 있다. 다리 부분도 연동 및 연장 기믹을 탑재하여 무릎 아머와 무릎 뒤 버니어가 연동하기 때문에 다리를 크게 구부릴 수 있으며 발바닥도 분할 가동하기 때문에 SD이지만 무릎을 꿇는 자세를 취할 수 있다.
MG의 디테일 표현
MG 시리즈의 특징인 정교한 내부 프레임을 SD 스케일로 표현하였다. 가동 기믹을 많은 부위에 탑재하고 있어서 내부 프레임을 중심으로 매끄러운 가동을 실현했다. 한층 더 정밀함과 스타일리시함을 추구하였고 내부 프레임의 성형색은 2톤 컬러를 사용했다. 머리의 카메라 아이는 디테일이 담긴 내부 파츠 위에 클리어 파츠를 조립하는 형태이다. 클리어 파츠에 빛을 효율적으로 반사시키는 정밀 형상의 가공 기술인 리플렉션 커트와 글로스인젝션에 금속 광택감을 업그레이드시킨 소재를 사용하여 세부적인 금속 연출감을 증대시킨 기술인 리얼 메탈릭 글로스인젝션이라는 새로운 기술도 선보였다.

## 라인업

### 일반판
다음의 표는 일반판으로 발매된 제품들이다.
| No. | 제품명          | 발매일                | 가격 (세금 제외) | 가격 (세금 포함) | 비고 |
| --- | --------------- | --------------------- | ---------------- | ---------------- | ---- |
| 01  | 프리덤 건담     | 2023년 1월 21일 발매  | 3,900엔          | 4,290엔          |      |
| 02  | 건담 발바토스   | 2023년 10월 21일 발매 | 3,900엔          | 4,290엔          |      |
| 03  | 윙 건담 제로 EW | 2024년 11월 발매      |                  |                  |      |

### 한정판
다음의 표는 한정판으로 발매된 제품들이다.
| No. | 제품명                    | 발매일              | 가격 (세금 제외) | 가격 (세금 포함) | 비고 |
| --- | ------------------------- | ------------------- | ---------------- | ---------------- | ---- |
|     | 프리덤 건담 [클리어 컬러] | 2024년 5월 3일 발매 | 3,900엔          | 4,290엔          |      |

## 같이 보기
- 건프라
- 마스터 그레이드 (MG)
- 마스터 그레이드 익스트림 (MGEX)